# Okres Veľký Krtíš
Okres Veľký Krtíš je jedním z okresů Slovenska. Leží v Banskobystrickém kraji, v jeho jihozápadní části. Na severu hraničí s okresem Krupina, Zvolen a Detva, na jihu s Maďarskem, na východě s okresem Lučenec a na západě s okresem Levice.